# Kuniko Igawa
Kuniko Igawa (井川邦子, Igawa Kuniko), nom de scène de Toshiko Nonaka (野中敏子, Nonaka Toshiko), est une actrice japonaise née le 15 octobre 1923 et morte le 4 octobre 2012. Dans les années 1940, son nom de scène est Toshiko Kōno (河野敏子, Kōno Toshiko).

## Biographie
Kuniko Igawa tourne dans soixante films entre 1940 et 1959.

## Filmographie partielle

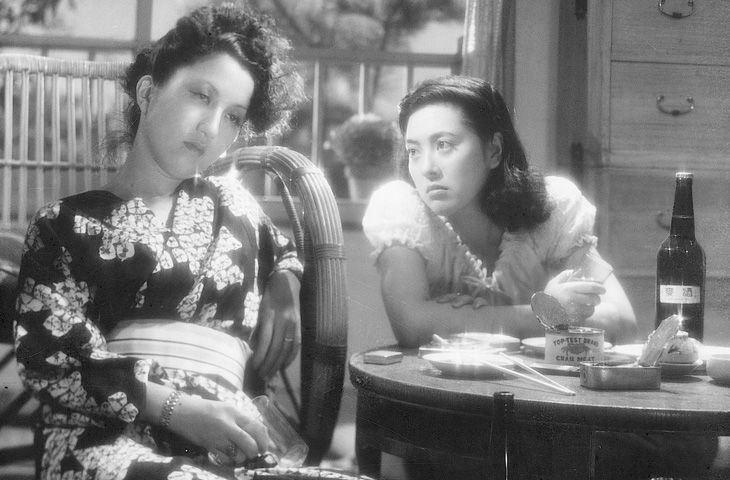
Mitsuko Miura et Kuniko Igawa dans Le Portrait (1948).

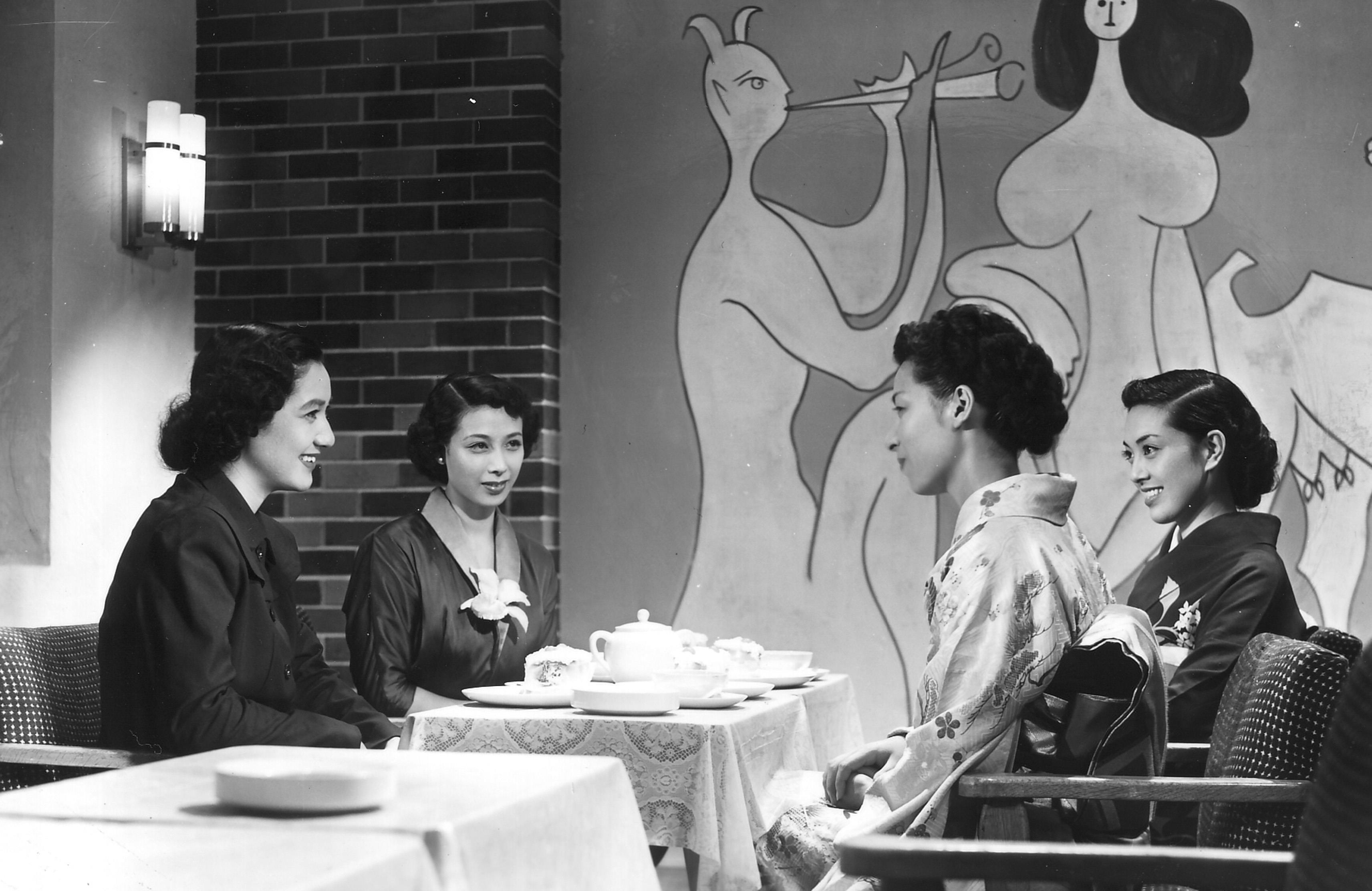
De gauche à droite : Setsuko Hara, Chikage Awashima, Matsuko Shiga et Kuniko Igawa dans Été précoce (1951).

- 1940 : Kinuyo no hatsukoi (絹代の初恋?) de Hiromasa Nomura : Mitsuyo Miyoshi
- 1940 : Tokai no honryu (都会の奔流?) de Keisuke Sasaki
- 1940 : Fuyuki hakase no kazoku (冬木博士の家族?) de Hideo Ōba
- 1941 : Les Frères et Sœurs Toda (戸田家の兄妹, Todake no kyōdai?) de Yasujirō Ozu : la servante Kinu
- 1942 : Réunion du frère et de la sœur aînée (兄妹会議, Kyōdai kaigi?) de Hiroshi Shimizu
- 1942 : Kyōraku no mai (京洛の舞?) de Hiromasa Nomura
- 1943 : Hiwa Normanton jiken: Kamen no butō (秘話ノルマントン号事件 仮面の舞踏?) de Keisuke Sasaki : Toshie
- 1943 : L'Épée vivante (生きてゐる孫六, Ikite iru Magoroku?) de Keisuke Kinoshita : Yaeko
- 1944 : La Ville en liesse (歓呼の町, Kanko no machi?) de Keisuke Kinoshita : la factrice
- 1946 : La Victoire des femmes (女性の勝利, Josei no shōri?) de Kenji Mizoguchi : une infirmière
- 1946 : La Fille que j'aimais (わが恋せし乙女, Waga koi seshi otome?) de Keisuke Kinoshita : Yoshiko
- 1947 : Le Mariage (結婚, Kekkon?) de Keisuke Kinoshita : Kimiko
- 1947 : Ni ren jū no oni (二連銃の鬼?) de Keisuke Sasaki
- 1948 : Le Portrait (肖像, Shōzō?) de Keisuke Kinoshita : Midori
- 1949 : Jigoku no fue (地獄の笛?) de Fumindo Kurata : Misa Makimura
- 1949 : Les Cygnes ne sont pas tristes, n'est-ce pas ? (白鳥は悲しからずや, Hakuchō wa kanashi karazuya?) de Shirō Toyoda
- 1949 : Danse dans l'après-midi (真昼の円舞曲, Mahiru no embukyoku?) de Kōzaburō Yoshimura
- 1950 : Controverse du premier amour (初恋問答, Hatsukoi mondō?) de Minoru Shibuya
- 1950 : Ren'ai kyōshitsu (恋愛教室?) de Tadao Ikeda
- 1950 : Sursis (執行猶予, Shikko yuyo?) de Shin Saburi
- 1950 : Fūun Konpira-san (風雲金比羅山?) de Tatsuo Ōsone : Yae
- 1950 : Hirenka (悲恋華?) de Kenkichi Hara
- 1951 : Carmen revient au pays (カルメン故郷に帰る, Karumen kokyō ni kaeru?) de Keisuke Kinoshita : Mitsuko Taguchi
- 1951 : Hatsukoi Tonko musume (初恋トンコ娘?) de Torajirō Saitō
- 1951 : Été précoce (麦秋, Bakushū?) de Yasujirō Ozu : Takako
- 1952 : Aibore tokoton dōshi (相惚れトコトン同志?) de Yūzō Kawashima : Chiyo Yuki
- 1952 : Musume wa kaku kōgi suru (娘はかく抗議する?) de Yūzō Kawashima : Yayoi Tsuyuki
- 1952 : Ashita wa gekkyūbi (明日は月給日?) de Yūzō Kawashima : Ryūko
- 1953 : Otome no shinsatsu-shitsu (乙女の診察室?) de Keisuke Sasaki
- 1953 : Kinpira sensei to ojōsan (きんぴら先生とお嬢さん?) de Yoshitarō Nomura
- 1953 : Lettre d'amour (恋文, Koibumi?) de Kinuyo Tanaka
- 1954 : Le Jardin des femmes (女の園, Onna no sono?) de Keisuke Kinoshita
- 1954 : Vingt-quatre prunelles (二十四の瞳, Nijūshi no hitomi?) de Keisuke Kinoshita : Matsue
- 1955 : Nuages lointains (遠い雲, Tōi kumo?) de Keisuke Kinoshita : Kimiko
- 1957 : Au fil des ans dans la joie et la peine (喜びも悲しみも幾歳月, Yorokobi mo kanashami mo ikutoshitsuki?) de Keisuke Kinoshita : Itoko Suzuki
- 1958 : L'Arc-en-ciel éternel (この天の虹, Kono ten no niji?) de Keisuke Kinoshita : Hayashi
- 1959 : Rafale de neige (風花, Kazabana?) de Keisuke Kinoshita : Tatsuko
- 1960 : La Rivière Fuefuki (笛吹川, Fuefuki-gawa?) de Keisuke Kinoshita : la femme de Shōdō